# Isla del Roble
La isla del Roble o isla Oak (del inglés: Oak Island) es una isla de 140 acres (57 hectáreas) en el condado de Lunenburg en el litoral sur de Nueva Escocia, Canadá, en la costa del océano Atlántico. Es una de las casi 360 pequeñas islas de la bahía de Mahone y tiene un altitud máxima de 11 m s. n. m. (metros sobre el nivel del mar).
En ella se encuentra el llamado «Pozo del Dinero», donde se han hecho numerosas excavaciones para recuperar un supuesto tesoro allí enterrado. La isla es propiedad privada por lo que se requiere permiso para visitarla.

## Historia del «Pozo del Dinero»

### Primeros relatos
Hay muchas historias del siglo XIX, todas contradictorias y sin imparcialidad. Además, pruebas físicas de las primeras excavaciones se han perdido.
En 1795, Daniel McGinnis, un adolescente de 16 años, descubrió una hondonada circular en el extremo sur de la isla junto a un árbol que tenía marcas de un polipasto (tecle manual) en una de sus ramas. McGinnis y sus amigos, John Smith (en otros relatos, Samuel Ball) y Anthony Vaughan, excavaron en la hondonada y encontraron una capa de lajas a 30 cm de profundidad. En las paredes del pozo había claras marcas de un zapapico (pico o picota). Siguieron excavando y encontraron una capa de troncos a 3 m. Abandonaron la excavación a 10 m.
Este primer hallazgo fue reseñado en el Liverpool Transcript en octubre de 1856. Un relato más completo hubo en el Liverpool Transcript, el Novascotian, British Colonist y A History Of Lunenburg County. No obstante, el relato posterior está basado en el primero del Liverpool Transcript y no es fuente independiente.
Aproximadamente ocho años después de la excavación de 1795, según los artículos originales y memorias de Vaughan, otra compañía examinó el pozo. La Onslow Company viajó 300 millas náuticas (560 km) desde el corazón de Nueva Escocia, cerca de Truro, hasta la isla para recuperar el supuesto tesoro. Continuaron la excavación hasta 27,43 m y encontraron más troncos o «marcas» cada 3 m y mantos de carbón, masilla y fibra de coco a 12, 15 y 18 m.
Según uno de los primeros relatos escritos, a 27 m encontraron una piedra plana con símbolos escritos, y alguien obtuvo una traducción que dice «14 pies abajo, 2 000 000 de libras [esterlinas] están enterradas». No hay fotos ni dibujos de dicha piedra antes de su desaparición aproximadamente ocurrida en 1912. Los símbolos asociados con dicha traducción aparecen en el libro True Tales of Buried Treasure, del explorador e historiador Edward Rowe Snow, en 1951. En tal libro afirma que el reverendo A. T. Kempton de Cambridge, Massachusetts, le entregó una copia de los símbolos de la inscripción. Nada más se supo de Kempton después de eso.
El pozo posteriormente se inundó a 10 m de profundidad y no se pudo reducir el nivel del agua por lo que la excavación fue abandonada.
Investigadores de la antigua Truro Company, en 1849, siguieron excavando hasta 26 m de profundidad, produciéndose otra inundación, y siguieron perforando el suelo. Según el relato decimonónico, la perforación atravesó una plataforma de picea a 30 m, un espacio de 30 cm, 56 cm de algo descrito como «fragmentos metálicos», 20 cm de roble, 56 cm de metal, 10 cm de roble, otra capa de picea y 7 pies de arcilla sin encontrar nada más.

### La Oak Island Association y el grupo Old Gold Salvage
Se intentó otra excavación en 1861 por la compañía Oak Island Association, la cual colapsó el fondo del pozo para toparse con una caverna natural. El primer deceso ocurrió al incendiarse el calentador de una bomba. La empresa desistió de continuar al agotarse sus fondos en 1864.
Más excavaciones se hicieron en 1866, 1893, 1909, 1931, 1935, 1936 y 1959, y todas fracasaron. Otro accidente fatal ocurrió en 1887, cuando un obrero encontró la muerte. Un total de seis víctimas fatales ha habido a lo largo del intento de recuperar el tesoro. Franklin Delano Roosevelt formó parte del Old Gold Salvage group de 1909 y se mantuvo al tanto durante casi toda su vida.

### Gilbert Hedden y William Chappell
En 1928, un rotativo de Nueva York publicó un raro relato que fascinó al acerero Gilbert Hedden, por lo que recopiló información escrita e hizo seis viajes al lugar. Luego se aventuró hasta Inglaterra y conversó con Harold Tom Wilkins, autor de Captain Kidd and His Skeleton Island, pensando haber encontrado relación entre la isla del Roble y el mapa del libro de Wilkins.
Hedden compró el extremo sur de la isla y empezó a excavar en 1935, y William Chappell hizo lo suyo en 1931. En 1939, informó al rey Jorge VI del Reino Unido de sus avances.
Las excavaciones de William Chappell en 1931 —e 163 pies (50 m) en un área de 12 × 14 pies al sur de lo que se cree fue la excavación de 1897 cerca del sitio original— dieron como fruto el hallazgo de varios artefactos, incluyendo un hacha, un ancla y un zapapico, este último objeto identificado como una herramienta de un minero córnico. Para aquel entonces el sitio ya estaba lleno de escombros, por lo que la propiedad del objeto es cuestionable.

### La familia Restall y Robert Dunfield
La excavación de los Restall a inicios de los años 1960 terminó en tragedia cuando cuatro hombres fallecieron asfixiados cerca de la playa (llamada cala Smith). En 1965, Robert Dunfield empleó una grúa de 70 toneladas para cavar un área de 41 m de profundidad y 30 m de ancho. La tierra removida fue cuidadosamente revisada en busca de objetos. Para transportar la grúa fue necesario construir un camino, que todavía existe, en el extremo oeste de la isla hasta 200 m tierra adentro en el punto de Crandall.

### Triton Alliance
Alrededor de 1967, Daniel C. Blankenship y David Tobias formaron la Triton Alliance, Ltd. y compraron casi toda la isla. En 1971, los trabajadores excavaron 72 m con ayuda de un pozo de cimentación de acero hasta un lecho rocoso. Según Blankenship y Tobias, unas cámaras introducidas descubrieron algunos restos humanos, cunas de madera y herramientas; sin embargo, las imágenes no fueron claras, y nadie externo pudo confirmar lo hallado. El pozo luego se colapsó y la excavación fue abandonada y posteriormente retomada, y se alcanzó otro lecho rocoso a 51 m; las labores luego se detuvieron por falta de fondos.
A mediados de los 60, un artículo sobre el tesoro apareció en Reader's Digest (abril de 1965 en la edición argentina) y una década después fue tema de un capítulo de la serie de televisión En busca de...,  el 18 de enero de 1979. Otro segmento apareció dentro del programa That's incredible!.
Durante los 90, se retrasaron las exploraciones por pleitos legales entre los socios de la empresa Triton. En 2005, una parte de la isla fue vendida aproximadamente por 7 millones de dólares estadounidenses. Un grupo llamado Oak Island Tourism Society había esperanzado al gobierno canadiense para comprar la isla, pero lo hizo un grupo de hombres de negocios de Estados Unidos dedicados a la industria de la perforación.

### Después de Triton
En abril de 2006 algunos accionistas de Míchigan compraron el 50 % de los intereses de Oak Island Tours Inc. por un monto no revelado. La parte vendida a los accionistas fue antes de David Tobias; el resto de Blankenship. Center Road Developments, en conjunto con Allan Kostrzewa, miembro del grupo de Míchigan, compraron Lot 25 de David Tobias por $230 000 (E.U.A.) un año antes de que Tobias vendiese el resto de su parte. El grupo de Míchigan, trabajando con Blankenship, tiene esperanzas de recuperar el misterioso tesoro de la isla.

## Teorías
Hay varias teorías que hacen diversas especulaciones. Relatos posteriores dicen que cada tres metros se topaban con plataformas de roble, pero relatos más recientes solo hablan de «marcas». También dicen que «marcas de herramientas» o huellas de zapapicos se encontraron en las paredes del pozo del dinero y que el suelo estaba flojo y no sólido con el circundante. Una expedición encontró el túnel inundado a 90 pies, alíneado con piedras planas. Sin embargo, Robert Dunfield, un geólogo entrenado, escribió que al examinar él las paredes del pozo reexcavado no encontró evidencias del túnel.
La piedra grabada, de la cual un investigador tradujo el mensaje «14 pies abajo 2 000 000 de libras están sepultadas», fue vista hasta a principios del siglo XX (no hay fecha exacta). Algunos dicen que Smith la usó en su chimenea, mientras otros afirman que fue vista por última vez como decoración en el descansillo de la entrada del taller de un librero en Halifax. La exactitud del mensaje es motivo de disputa.
Las estructuras enterradas en la isla son motivo de discusión, incluso en el libro de Lee Lamb, hija de Robert Restall. si las estructuras ya estaban ahí antes de la excavación o fueron dejadas por algunos exploradores es algo desconocido. Lo que se sabe es que documentos posteriores a 1860 mencionan que las excavaciones hechas para buscar el tesoro terminaron en derrumbes e inundaciones.

### Tesoro pirata
Algunos creen que se trata del tesoro del capitán William Kidd o Edward Teach (Barbanegra), quienes dijeron que sepultaron sus tesoros «donde nadie más que Satanás y yo mismo pueda encontrarlo». Algunos sostienen que Kidd, en acuerdo con Henry Avery, emplearon la isla como comunidad pseudobancaria entre ambos.

### Tesoro naval
Tal vez se trate del tesoro de un galeón español o de tropas británicas de la Revolución estadounidense. John Godwin concluyó que, debido al tamaño y complejidad, puede tratarse de una obra de ingenieros navales franceses que ocultaron el tesoros de la Fortaleza de Luisburgo después de que cayera en poder británico durante la guerra franco-indígena.

### Joyas de María Antonieta
Una historia sin apoyo sólido trata de las joyas de María Antonieta (salvo algunas cuantas, las demás se encuentran actualmente desaparecidas). Durante la revolución francesa, cuando el palacio de Versalles cayó en poder de los revolucionarios en 1789, la reina dio órdenes a su doncella de tomar sus posesiones y huir. Esta mujer llegó a Londres con las joyas y otros tesoros tales como obras de arte y documentos (algunos dicen que ocultó las joyas en su ropa interior) y que probablemente fue ayudada por oficiales navales franceses en sus escape.
Luego fue de Londres a Nueva Escocia, siguiendo las instrucciones que le dio la reina en Versalles, donde contrató a la naval francesa para cavar el pozo. Poco tiempo después fue localizada por Daniel McGinnis en 1795. La complejidad del sitio hace cuestionable el tiempo de su realización, aunque algunos afirman que es del estilo de la naval francesa.

### Tesoro exótico
En 1953 en el libro The Oak Island Enigma: A History and Inquiry Into the Origin of the Money Pit, Penn Leary dijo que el filósofo inglés Francis Bacon usó el pozo para ocultar documentos que lo avalan como autor de las obras de William Shakespeare, según una teoría del libro noruego Organisten (El Organista) de Erlend Loe y Petter Amundsen.  Otros le atribuyen la obra a los caballeros templarios como su escondite para el Santo Grial o el Arca de la Alianza, que habría sido llevada por los templarios a Escocia, donde la familia noble Sinclair los habría ayudado a esconderlo en Nueva Escocia.

## Críticas

### Generales
Los críticos niegan que haya un tesoro y dicen que el supuesto pozo es de origen natural; por ejemplo, una hondonada y cavernas naturales. La historia del dinero no puede comprobarse, como tampoco las plataformas ni los objetos hallados, con excepción de un pergamino, piedras en forma de corazón y una piedra triangular.
Joe Nickell compara los relatos del tesoro con la alegoría de la «cámara secreta» en la masonería (similar a la búsqueda de la cámara), e identifica muchas excavaciones como obra de la masonería.

### Hondonada
Opiniones de que el pozo es de origen natural, quizá una hondonada o escombros flojos, datan de 1911.
Varias hondonadas y cuevas subterráneas (supuestas trampas) están dispersas por toda la isla.
La creencia de su origen artificial se basa parcialmente en la apariencia de los hoyos «el relleno es más blando que el suelo circundante y da la impresión de ya haber sido excavado», y las supuestas plataformas de troncos a árboles que cayeron y fueron sepultados en la depresión. Pozos parecidos al del dinero han sido descubiertos en el área. En 1949, trabajadores que cavaron un pozo de abastecimiento en la playa de la bahía Mahone, encontraron «a casi 2 pies un manto de piedra de campo fue hallada. Entonces troncos de picea y roble fueron hallados a intervalos regulares, algunos de ellos calcinados. Se sospechó que otro pozo del dinero fue encontrado».

### Elementos románticos
Muchos de ellos, tales como el descubrimiento de objetos tentadores pero no concluyentes y el mensaje indescifrable, aparecen en cuentos de piratas (como en El escarabajo de oro de Edgar Allan Poe) han reflejado el relato del pozo del dinero como el paradero de un tesoro enterrado. Otras cosas que han contribuido son los relatos de joyas, la complejidad de las estructuras del subsuelo y los conflictos bélicos entre diversas naciones.

## Inundaciones
En 1850, cazadores de tesoros descubrieron fibras en la superficie de la playa llamada Ensenada de Smith. Esto le hizo teorizar que la playa es un enorme sifón, llevando agua desde el océano al pozo mediante un túnel artificial.
El propósito de las fibras es discutible; una muestra fue enviada al Instituto Smithsoniano a inicios del siglo XX, y se concluyó que el material era fibra de coco. La datación por radiocarbono en una muestra de los años 60 lo fechó en 1200-1400 d. C.  Sin embargo, solo se obtuvo la fecha de su cosecha, pero no la de su depósito.
La Isla del Roble descansa en sistema de túmulos glaciares y es surcado por cavidades calcáreas que conducen corrientes de agua (anhidrita), que serían las responsables de las constantes inundaciones del pozo. Esta piedra caliza se disuelve al contacto constante con el agua formando cavidades subterráneas. Un lecho rocoso está a 130-150 pies de profundidad en el área del pozo del dinero.
Según una carta de Robert Dunfield, un geólogo excavó en el pozo del dinero con maquinaria pesada en 1960 y no encontró túneles o cosas por el estilo. Un escrito de D'Arcy O'Connor el 21 de octubre de 1976 excavadores encontraron una cavidad natural después de perforar aproximadamente 2 pies de caliza a 141 pies y concluyeron que esta formación había sido golpeada y que «cavernas, cavidades, etc., están presentes en la formación Windsor».
Hasta la invitación de David Mugar, un empresario de Boston, una expedición de dos semanas fue conducida por la Woods Hole Oceanographic Institution en 1995 (la única de carácter científico). Concluyeron que la inundación se debía a interacción natural entre manantiales de agua dulce y presiones de mareas en el subsuelo, rechazando la idea de los túneles subterráneos. Los científicos después de ver los vídeos tomados en 1971 no llegaron a conclusión alguna.

### General
- Visit Oak Island Treasure for a large photo gallery, growing historical document archive, latest dig news and forum.
- Oak Island Tourism Society Archivado el 13 de diciembre de 2007 en Wayback Machine. Tour Oak Island, 19-21 de junio.
- The Mystery Pit of Oak Island at The Museum of UnNatural Mystery, contains diagrams.
- Satellite image of Oak Island at Google Maps.
- The Oak Island Enigma A History and Inquiry Into The Origin of The Money Pit - Penn Leary 1953.
- A history of Oak Island.

### Noticias
- CBC Television "Dan Blankenship, treasure seeker".
- CBC Television "The Oak Island money pit: how it works".
- CBC Radio conversation "Nova Scotia's own Treasure Island".
- CBC Radio conversation "Engineer proposes freezing method to extract Oak Island treasure".

### Escépticos
- "The Secrets of Oak Island", Joe Nickell, Skeptical Inquirer, marzo/abril de 2000.
- History, Hoax, and Hype The Oak Island Legend, Richard Joltes, agosto de 2006.
- "The Oak Island Money Pit", Brian Dunning, Skeptoid, 25 de noviembre de 2008.

- Datos: Q1506857
- Multimedia: Oak Island (Nova Scotia) / Q1506857